# Jakarta
Jakarta (ejtsd: dzsakarta, egyéb nevei: Djakarta vagy DKI Jakarta, korábban Batavia) Indonézia legnagyobb városa és fővárosa 2024-ig. Jáva szigetének északnyugati partvidékén helyezkedik el.

## Földrajz

### Éghajlat
| Hónap                                                                      | Jan. | Feb. | Már. | Ápr. | Máj. | Jún. | Júl. | Aug. | Szep. | Okt. | Nov. | Dec. | Év   |
| -------------------------------------------------------------------------- | ---- | ---- | ---- | ---- | ---- | ---- | ---- | ---- | ----- | ---- | ---- | ---- | ---- |
| Átlagos max. hőmérséklet (°C)                                              | 31,5 | 32,3 | 32,5 | 33,5 | 33,5 | 34,3 | 33,3 | 33,0 | 32,0  | 31,7 | 31,3 | 32,0 | 32,6 |
| Átlagos min. hőmérséklet (°C)                                              | 24,2 | 24,3 | 25,2 | 25,1 | 25,4 | 24,9 | 25,1 | 24,9 | 25,5  | 25,5 | 24,9 | 24,9 | 25,0 |
| Átl. csapadékmennyiség (mm)                                                | 389  | 309  | 100  | 257  | 139  | 83   | 30   | 34   | 30    | 33   | 175  | 123  | 1702 |
| Havi napsütéses órák száma                                                 | 189  | 182  | 239  | 255  | 260  | 255  | 282  | 295  | 288   | 279  | 231  | 220  | 2975 |
| Forrás: World Meteorological Organization, Danish Meteorological Institute |      |      |      |      |      |      |      |      |       |      |      |      |      |

## Demográfia
A városnak 2017-ben 10,3 millió lakosa volt.
Népességének változása (elővárosok nélkül):
| Lakosok száma | 8 259 266 | 8 361 079 | 9 607 787 | 9 769 000 | 10 562 088 | 11 135 191 |
|               | 1990      | 2000      | 2010      | 2014      | 2020       | 2024       |

## Történelem

### A középkorban
A Ciliwung folyó torkolatában a Kalapa-kikötő volt az első település, amelyről feljegyzések léteznek, és amelynek alapjain létrejött a mai Jakarta. Gyökerei egy 5. századi hindu településre vezethetők vissza. A 12. századra a Szunda nevű hindu királyság legnagyobb kikötőjévé vált. A portugálok voltak az első európaiak akik Kalapa kikötőjében partra szálltak.
Egy hindu király a 16. század elején engedélyezte a portugál kereskedők részére, hogy Kalapában erődöt építsenek. Jakarta kikötőjét a mai napig Sunda Kelapának hívják, ennek a korai településnek az emlékére.

### Európai felfedezése után

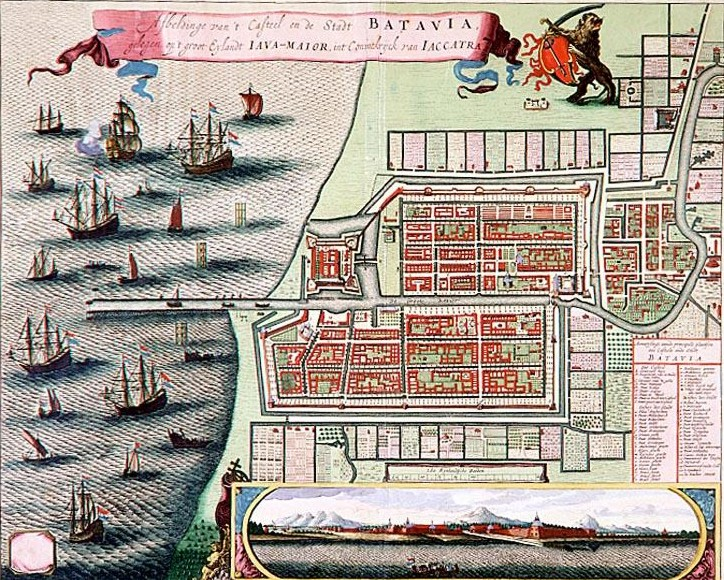
Jakarta (Batavia) térképe 1740-ben

A várost 1527-ben hódította meg Fatahillah (vagy Faletehan), egy közeli, északi királyság vezetője. Fatahillah 1527. június 22-én a Kalapa nevet Jayakarta-ra változtatta, amely jávaiul „győzedelmest és virágzót” jelent. Azóta ez a nap Jakarta város megalapításának hivatalos ünnepe. A hollandok a 16. század vége felé érkeztek Jayakartába. 1619-ben a Jan Pieterszoon Coen parancsnoksága alatt álló Holland Kelet-indiai Társaság csapatai meghódították a várost és a Jayakarta nevet Batáviára változtatták, amely egy Hollandiában a római időkben élő törzs latin neve volt. Batávia volt Holland Kelet-India gyarmat fővárosa. A 19. század elején, amikor a magasabban fekvő területeket egészségesebbnek ítélték, a hollandok fokozatosan délre költöztek, így a város növekedésnek indult. A britek 1811-ben foglalták el Jáva szigetét és öt évig tartották ellenőrzésük alatt, amíg Hollandia Európában a napóleoni háborúkkal volt elfoglalva. Ezután a sziget visszakerült holland ellenőrzés alá.
Amint a 19. és a 20. század elején Hollandia a szigetország egyre nagyobb területein szilárdította meg közvetlen hatalmát, jelentősen megnövekedett a gyarmati Batávia fontossága. Az ellenőrzés és az adójövedelmek biztosítására kidolgozott holland taktika szerint gyakran az egész ország árukivitelének keresztül kellett haladni a városon, ami a főváros részére túlzott politikai és gazdasági hatalmat biztosított, amit a mai napig fenntart magának.

### A 20. században
Japán a második világháborúban, 1942-ben foglalta el a fővárost és azonnal Jakartára változtatta nevét, hogy megszerezze a helyi lakosság támogatását. A japánok 1945-ös leigázása után a hollandok újra elfoglalták a várost, annak ellenére, hogy az indonézek 1945. augusztus 17-én kikiáltották függetlenségüket. Jakarta vált azon holland erőfeszítések központjává, amelyek a korábbi gyarmatbirodalmuk feletti uralom visszaállításért harcolt az indonéz polgárháborúban, amely azonban végül Indonézia létrejöttével ért véget 1949-ben.
A város népessége a 20. században egyre jobban növekedett, miközben a parthoz közeli, mocsaras talajon való elhelyezkedése miatt folyamatos az épületek süllyedése és a talajvíz emelkedése, ami egyes helyeken a csatornázást és a vízellátást lehetetlenné teszi.

### A 21. században
A túlnépesedés és a város süllyedése a 21. században sem állt le, ezért egy 2019-es döntés értelmében új főváros alapításáról döntöttek, amit Borneó délkeleti részén terveznek felépíteni Nusantara névvel. A túlnépesedett településből a tervek szerint ide költöznek majd a kormányhivatalok Jakartából, ha az egyelőre erdős területen sikerül a városfejlesztést a megfelelő szintre juttatni. A város a jövőben is megmarad az ország pénzügyi és kereskedelmi központjának.

## Közigazgatás

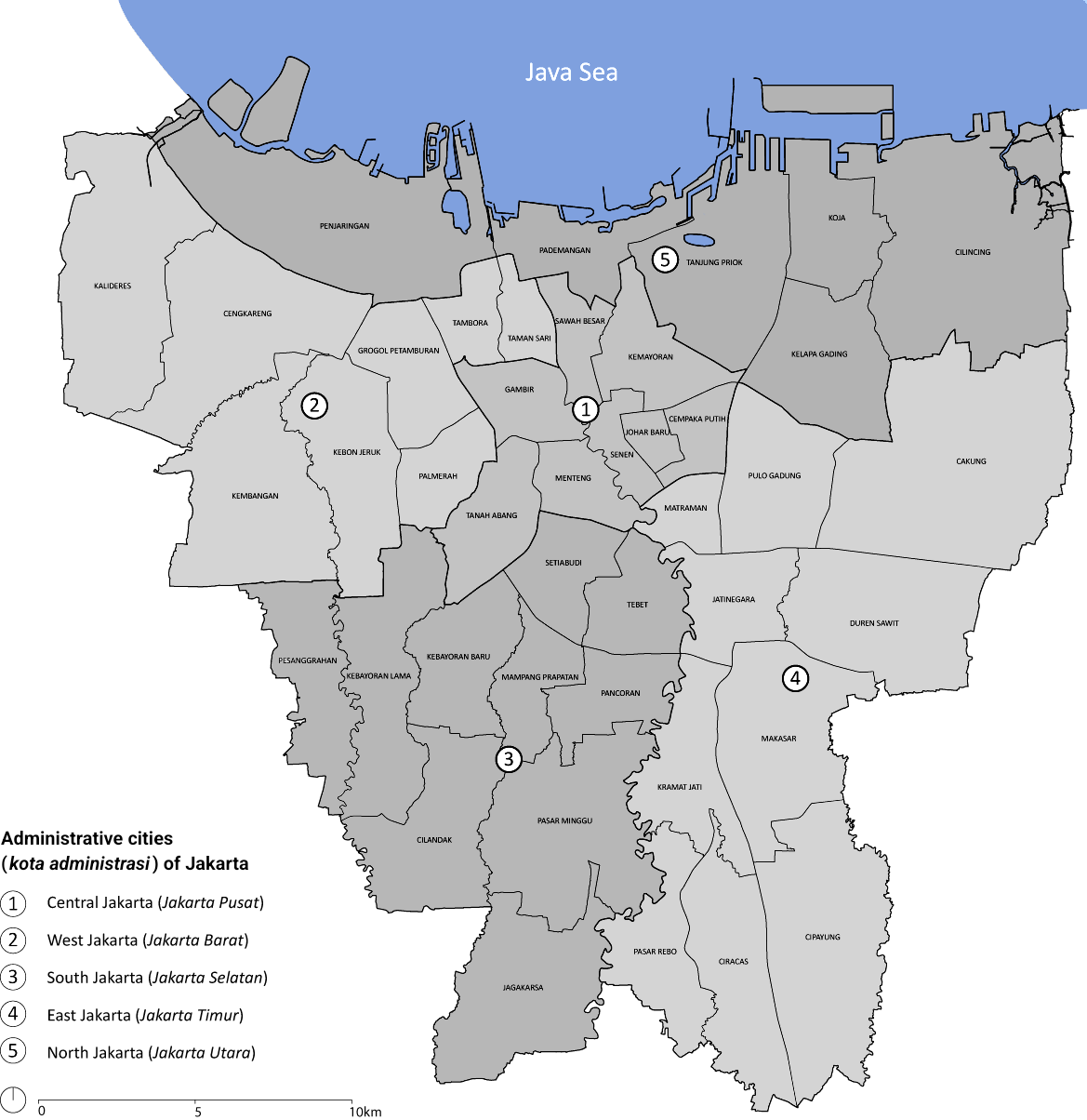
Jakarta közigazgatási felosztása

Indonézia más városaitól eltérően Jakarta speciális tartományi státusszal rendelkezik. A város élén polgármester helyett kormányzó áll. Jakarta öt kerületre oszlik, ezek indonéz neve kota (régebben kotamadya), mindegyik élén polgármester (walikota) áll.
- Jakarta belvárosa
- Kelet-Jakarta
- Észak-Jakarta
- Dél-Jakarta
- Nyugat-Jakarta

Az Ezer szigetek (Kepulauan Seribu), Jakartától északra, szintén a főváros közigazgatási részét képezik.

## Kultúra
Indonézia fővárosaként, annak kormányzati, politikai és gazdasági központjaként, Jakarta nagyszámú külföldi és belföldi bevándorlót vonz, kínál nekik megélhetést. Ennek köszönhetően Jakarta kifejezetten kozmopolita jellegű világváros, igen változatos kultúrával. A bevándorlók jelentős része Jáva más részeiről érkezett (jávaiak, szundanézek, maduraiak), magával hozva a jávai és a szundanéz nyelv nyelvjárásait, hagyományos ételeit és szokásait. Orang Betawi-nak, („Batávia népének”) nevezik azokat, akik a 17. század végétől Batávia körül élő emberek leszármazottai. Az Orang Betawi különböző délkelet-ázsiai nemzetiségek leszármazottai, akiket a batáviai munkaerő-szükséglet kielégítésére hoztak vagy csábítottak erre a területre. Közöttük nagy számban találhatók Indonézia különböző területeiről származó emberek, akiknek kultúrája és nyelve eltér a szundai és a jávai kultúrkörtől.
Jakartában jelentős kínai közösség él, amely már évszázadok óta itt található. Becslések szerint a lakosság 10%-a kínai származású.
Az indonéz főváros számos művészeti központtal büszkélkedik, köztük található a Senayan komplexum. Tradicionális zenét (wayangot és gamelant) könnyen találhatunk színvonalasabb szállodákban.
A főváros gazdasági- és politikai befolyása azt eredményezi, hogy külföldi hatások jobban befolyásolják a városképet és kultúráját; több nemzetközi gyorsétterem nyitott üzletet a városban.

## Közlekedés

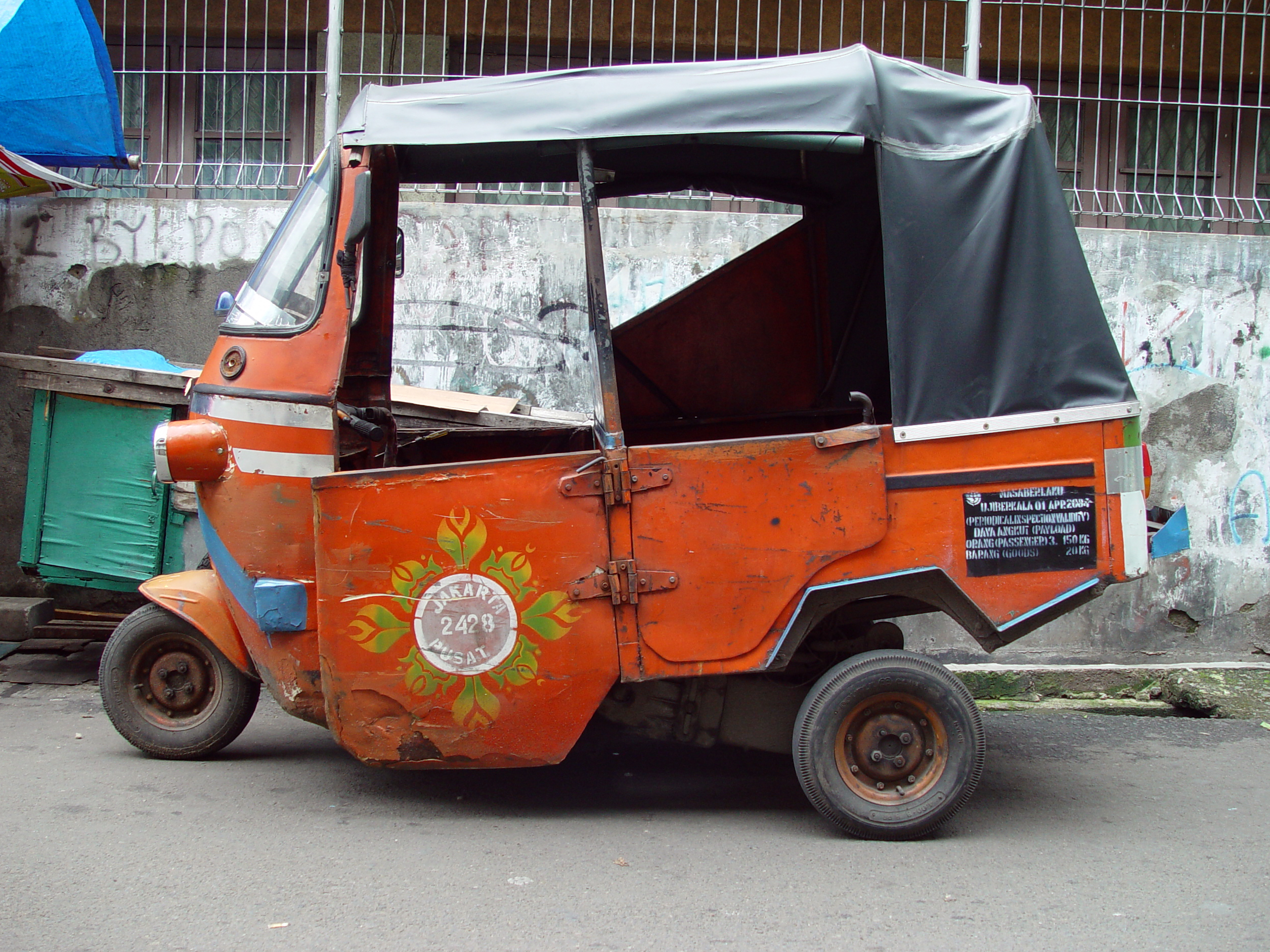
Bajaj, a jakartai motoros riksa

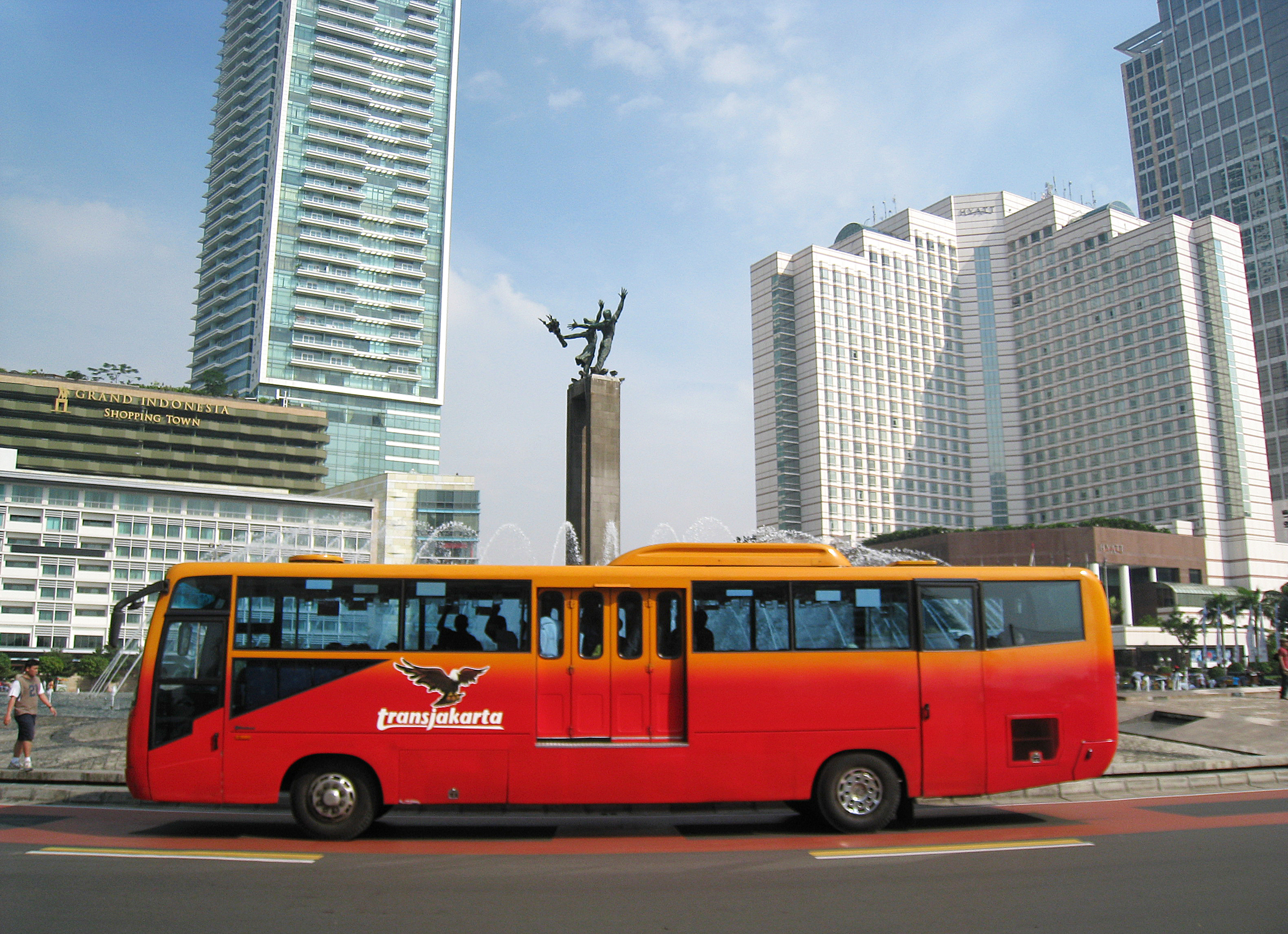
TransjJakarta busz

Jakartát behálózzák a különböző városi vasútvonalak, ezek kapacitása azonban messze nem elégíti ki az igényeket, állandó a túlzsúfoltság. Vasúti összeköttetés van Jakarta és külvárosai között: délen Depok és Bogor, nyugaton Tangerang és Serpong, valamint keleten Bekasi, Karawang, és Cikampek érhetők el vonattal.
Jakarta legfontosabb vasútállomásai a Gambir, a Jatinegara, a Manggarai és a Jakarta Kota.
Népszerű közlekedési eszköz az autóbusz és a helyi iránytaxi (indonézül: angkutan kota, röviden angkot). Csúcsforgalom idején, a vonatokhoz hasonlóan, ezek is igen zsúfoltak. A kormány 2003-ban létrehozta az expresszbusz-vonalat, amely a város déli és északi csomópontja között teremt valóban gyors összeköttetést. A tervek szerint 2005-ben kellett volna befejeződnie a kelet-nyugati gerincvonalnak.
A hatalmas, széles sugárutak ellenére Jakartában szinte elviselhetetlen dugók alakulnak ki, elsősorban a város központjában. A közlekedési dugók csökkentése érdekében a főváros egyes legfontosabb útjain érvényben van a „három személy” szabálya, amely megtiltja csúcsforgalom idején azoknak a járműveknek a behajtását ezekre az utakra, amelyekben háromnál kevesebb utas ül.
Jakarta közútjain jellemző a fegyelmezetlenség, mindenki könnyű szívvel szegi meg a szabályokat, néhány dollárral minden szabálysértés elrendezhető. Az elmúlt években a motorosok száma is exponenciálisan növekedett, ők is hozzájárulnak a növekvő balesetveszélyhez.
Az itteni közlekedés egyre jobban függ a fizetős autóutaktól. Jakartában egy belső körút épült, ilyen út köti össze a fővárost a délre elhelyezkedő Soekarno–Hatta nemzetközi repülőtérrel. Fizetős autópályán lehet ma már eljutni Jakartából a sziget nyugati végén elhelyezkedő Merak kikötőbe, valamint a délkeleti, déli és keleti városokba is.
A Jakarta Monorail-nek két vonalán kezdték meg az építkezést: a zöld vonal, amely Semanggi-Casablanca-Kuningan-Semanggi városrészeket szolgálja majd ki; és a kék vonal, amely Kampung Melayu-Casablanca-Tanah Abang-Roxy között szállít utasokat. Tervek készültek továbbá két metróvonal megépítésére is, egy észak-déli vonalra (csatlakozással a Monorail-re), valamint egy kelet-nyugati vonalra. 2019. március 24-én nyitották meg a főváros első, dél felé haladó metróvonalát, hossza 16 km. Egy másik, északi irányú vonal építését is megkezdték, ez várhatóan 2024-ig készül el.
A kormány gondolkodik vízibuszok beindításán is, amelyek a jakartai csatornarendszer igénybevételével szállítanák utasaikat.
Jakarta fő repülőtere a Soekarno–Hatta nemzetközi repülőtér, ahová minden nagyobb légitársaság naponta indít járatokat (a másik jelentős repülőtér a Halim Perdanakusuma nemzetközi repülőtér.

## Felsőoktatás

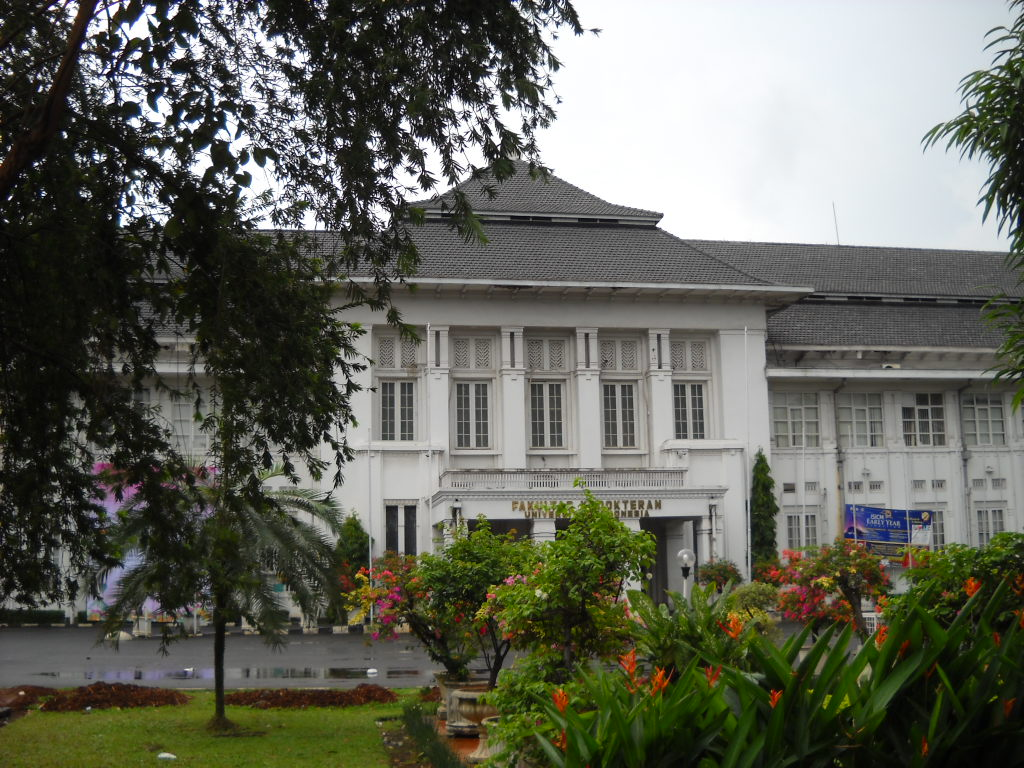
Az Indonézia Egyetem épülete

Jakartában számos egyetem található:
- Indonézia Egyetem
- Trisakti Egyetem
- Tarumanagara egyetem
- Bina Nusantara Egyetem
- Krida Wacana Keresztény Egyetem
- Atma Jaya Indonesia Katolikus Egyetem
- President Egyetem Archiválva 2006. január 16-i dátummal a Wayback Machine-ben

## Látnivalók, szabadidős helyek

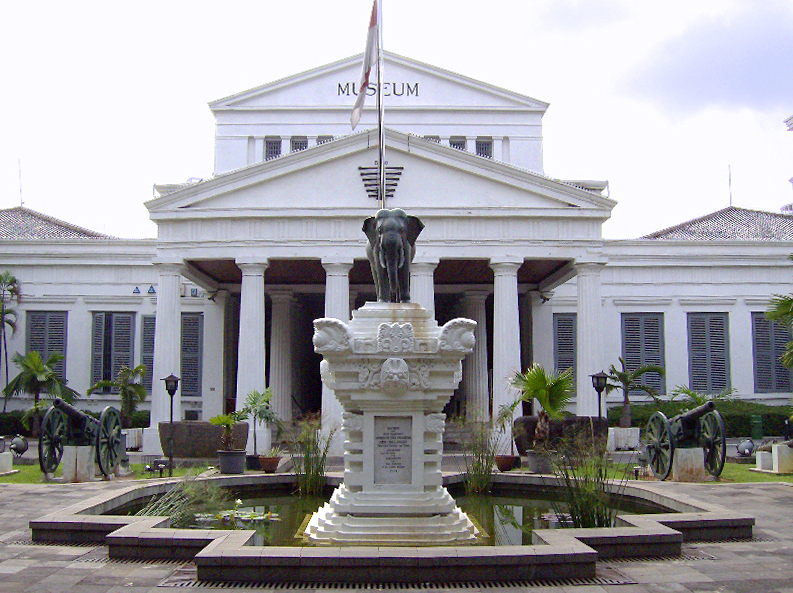
Az indonéz nemzeti múzeum

- Monas
- Ragunan Zoo
- Taman Impian Jaya Ancol
- Taman Ismail Marzuki
- Taman Mini Indonesia Indah
- Ezer-sziget

### Múzeumok
A régi városháztér körül (Taman Fatahillah) az UNESCO segítségével több gyarmati korból származó épületet restauráltak. A központjukban áll a "Jakarta-múzeum", ami a város egyik legrégebbről megmaradt épületében kapott helyet. 1710-ben épült, először városháza ("Stadthuys") volt, később katonai irányítóközpont lett és a második világháború végéig itt kapott helyet Nyugat-Jáva önkormányzata. 1974-óta történelmi múzeumként szolgál. Kiállításában megtalálhatók fegyverek, bútorok, régi térképek és más gyarmati kori relikviák.
A "Wayang-múzeum" ugyanennek a térnek a nyugati oldalán található. A kiállításának témája elsősorban a Délkelet-Ázsiában igen elterjedt bábjátékokra szorítkozik.
A Függetlenségi tértől nyugatra fekszik a "Nemzeti múzeum" (Museum Pusat) vagy más néven "Elefántépület" (Gedung Gajah). Ezt a nevét az előtte álló, 1871-ben V. Ráma (1853-1910) thai király által adományozott bronz elefánt szoborról kapta. Ez Délkelet-Ázsia egyik legnagyobb gyűjteménnyel rendelkező múzeuma, 1868-ban a hollandok alapították. A kiállítás részletes információt ad Indonézia vulkánjairól, szigeteiről, népeiről és szokásairól, hagyományos művészetéről.

### A Függetlenségi tér
A 19. század elején a legtöbb kormányzati épületet a járványos óvárosból a "Koningsplein" köré helyezték át, az új Batáviába. Ma a körülbelül egy négyzetkilométer területet elfoglaló Függetlenségi tér (Medekaplatz) látványát a 132 méter magas Nemzeti Műemlék (Monument Nasional, Monas) határozza meg, amelynek a tetején lévő lángot 35 kilogramm arannyal vonták be. A műemlékbe lift visz föl, a 115 méteren lévő kilátóról egész Jakartát beláthatjuk.
A tér keleti felét a "Gambir-pályaudvar" dominálja. Ezzel szemben helyezkedik el az "Emmanuel-templom", amelynek bejárata egy dór templomból származhat. 1839-ben az I.Vilmosról elnevezett "Willemskerk" első templomként nyitotta meg kapuit mind evangélikus és református hívők előtt.
A híd mögött áll a "Függetlenségi-épület" (Gedung Pancasila), amit 1830-ban a katonai főparancsnokság számára építettek klasszicista stílusban. 1918 után itt ülésezett a népgyűlés ("Volksraad"), aminek tagjai főleg a fehér gyarmatosítókból kerültek ki, de csak gyenge politikai hatalommal bírt. 1945-ben itt dolgozta ki egy a japánok által létrehozott bizottság Sukarno vezetésével az új alkotmányt. 1945. június 1-jén az épület előtt hirdették ki a Pancasilán alapuló új országfilozófiát.
A tértől északkeleti irányban található a Pénzügyminisztérium, aminek építését 1809-ben Herman Daendels kormányzó alatt kezdték meg. A kormányzó legfontosabb törekvései közé tartozott a korrupt gyarmati rendszer újraszervezése, és a járványok sújtotta óváros újjáépítése. A Nagy-Britanniával folytatott háború és későbbi áthelyezése megakadályozták abban, hogy céljait megvalósítsa. A minisztériumtól északra helyezkedik el a Legfelsőbb bíróság (Mahkamah Agung), ami 1848 óta ülésezik ebben a neoklasszicista épületben.
Nyugati irányban fekszik az 1900-ban neogótikus stílusban épült katolikus katedrális, ami indonéz stílusjegyeket is hordoz. A 77 méter magas tornyok tikfából készültek, ugyanis az előző 1833-ban épült katedrális tornyai 1880-ban saját súlyuk alatt összedőltek.
Az Istiqlal-mecset fehér márványból és német acélból épült, 120.000 hívő befogadására képes. Az épületet egy katolikus építész, Silaban tervezte, és Indonézia első elnöke, Sukarno alatt készült el. Ez a világ második legnagyobb mecsetje az isztambuli Ahmed szultán mecsetje (Kék mecset) után.

## Bevásárlóközpontok, plázák

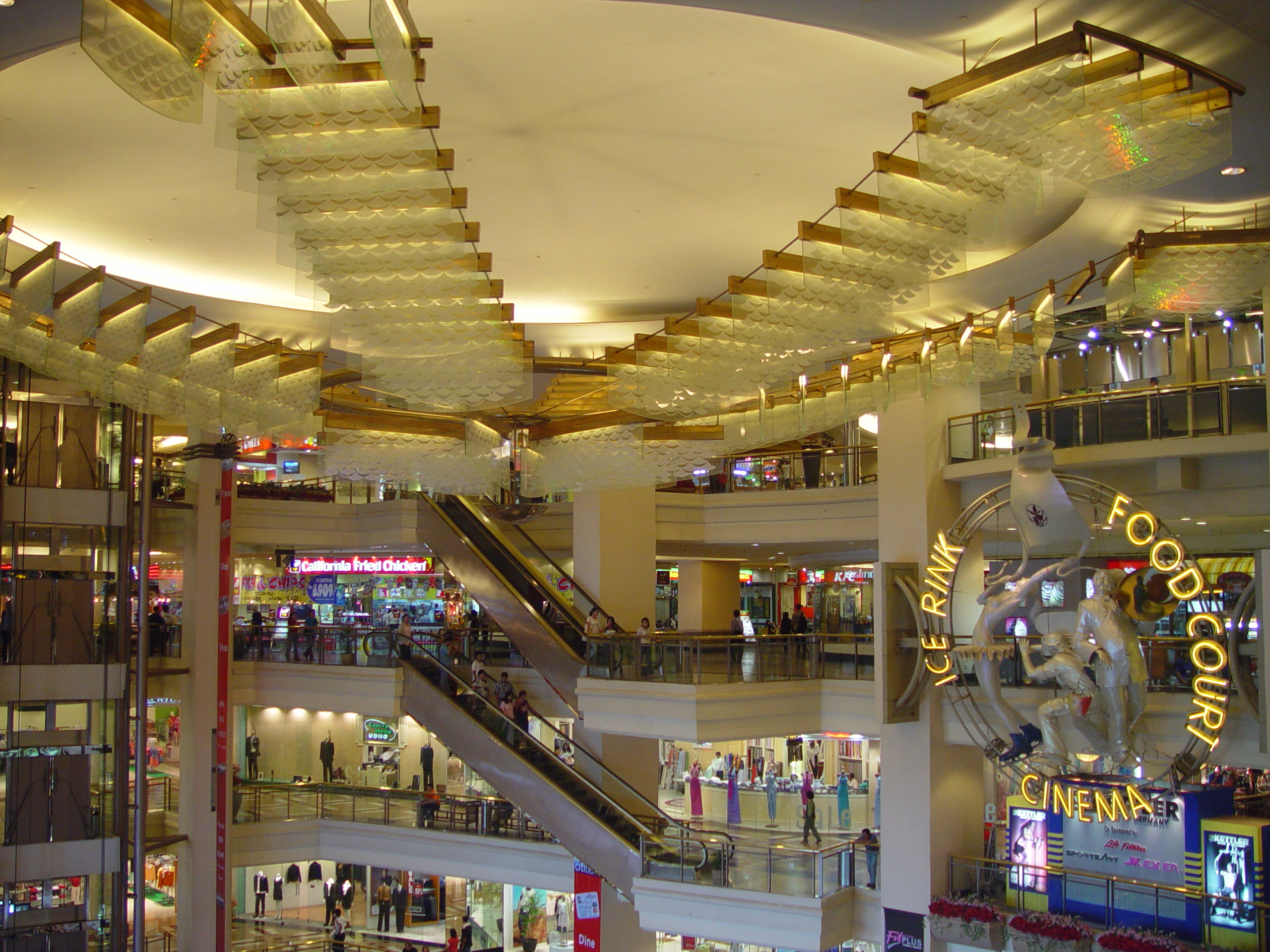
Jakartai pláza

Jakartában az országos átlagot messze meghaladó számban találhatók bevásárlóközpontok (plázák), tekintettel arra, hogy itt koncentrálódik az ország politikai és gazdasági elitje. Ezek a plázák uralják a luxusfogyasztói piacot, annak ellenére, hogy választékuk elérhetetlen a helyi lakosság döntő többsége részére. Új fejlemény a városszerkezet fejlődésében, hogy létrejöttek az ún. külvárosok, amelyek általában bevásárlóközpontok, parkok, szórakoztató intézmények, vagy egyes esetekben iskolák köré épültek, és jelentősen kitolták Jakarta földrajzi határait.

## Sport

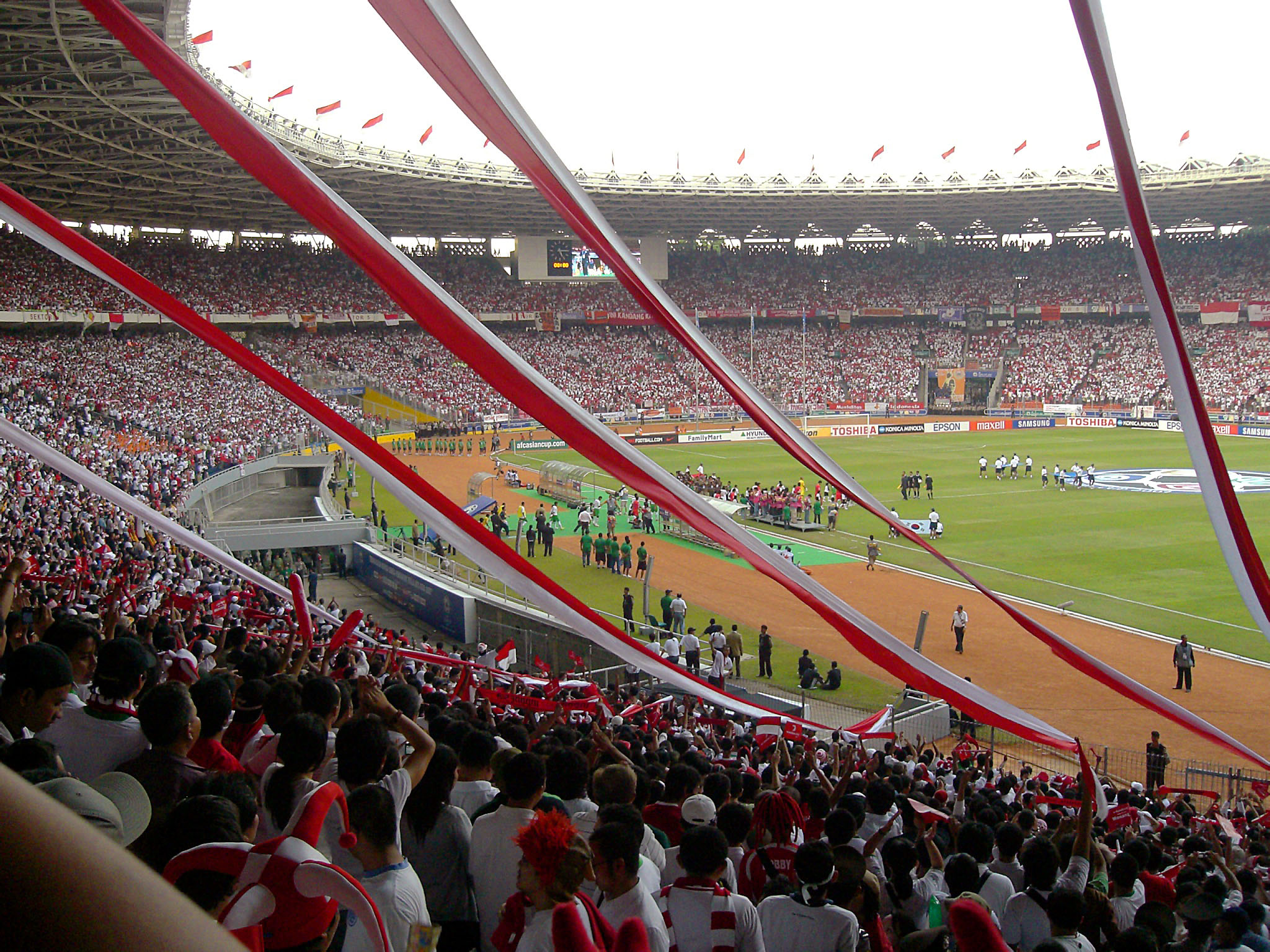
Bung Karno futballstadion, Ázsia Kupa, 2007

Jakarta legnépszerűbb futballcsapata a Persija Jakarta, amely mérkőzéseit rendszeresen a Lebak Bulus stadionban játssza. A város legnagyobb stadionja a Bung Karno aréna, amely több, mint 100 000 nézőt képes befogadni; ezzel a világ egyik legnagyobb stadionja.
A Senayan sportkomplexumban többféle sport űzésére alkalmas helyszín található, köztük a Bung Karno futballstadion, a Stadion Madya atlétikai pálya, az Istora senayan, valamint egy lőtér, teniszpályák és egy golfpálya teszik teljessé a választékot.

## Problémák

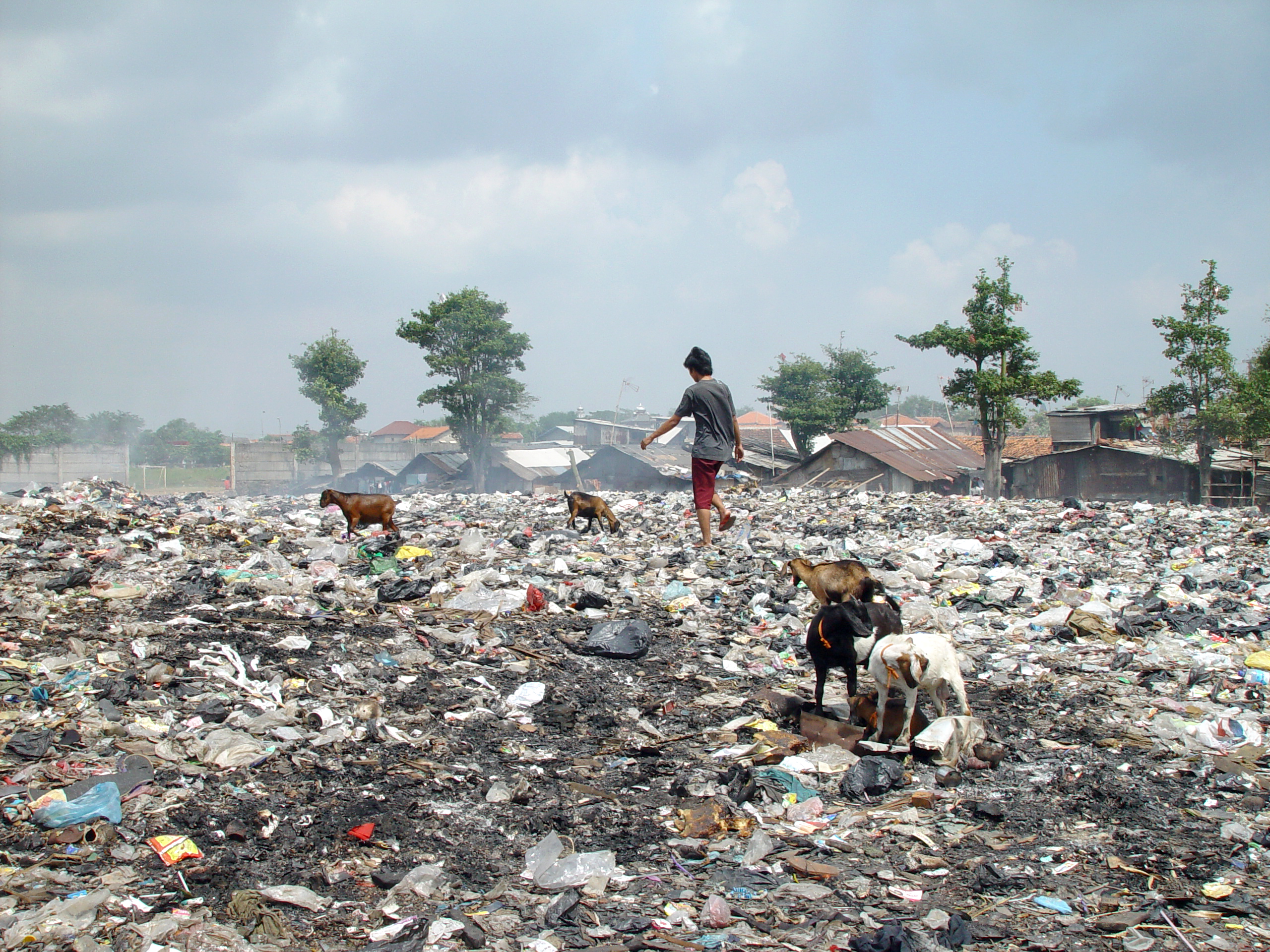
Jakartai szeméttelep a nyomornegyed szélén

Mint a fejlődő országok nagyvárosainak többsége, Jakarta is jelentős urbanizációs problémákkal küszködik. A népesség az 1960-as 2,7 millióról meredeken emelkedett, és 2000-ben elérte a 8,3 milliót. A gyors népességnövekedés meghaladta a kormányzat képességét, hogy a lakosság részére az alapvető szükségleteket biztosítani tudja. Indonézia legnagyobb gazdaságaként Jakarta munkások hatalmas tömegét vonzotta a városba a környező régiókból. Hétköznapokon a város lakossága majdnem duplája a hétvéginek, az ingázó munkások nagy száma miatt. Ez a tömeges ingázás és a kormányzat bénultsága a megfelelő közlekedési rendszer biztosítására hatalmas forgalmi dugókat, zsúfoltságot okoz, gyakorlatilag minden munkanapon.
Az esős évszakban Jakarta áradásoktól szenved, tekintettel az eldugult csatornarendszerre és más vízi utakra. A gyors városiasodás miatt az esőerdők kihasználása az elfogadható méreteket meghaladja, különösen Bogor és Depok körzeteiben, ami szintén hozzájárul az árvizek kialakulásához.